# WARPs DIG
WARPs DIG（ワープスディグ）は、WARPs ROOTS（ワープスルーツ）のメンバーたちが参加する、エイベックス・エンタテインメント株式会社（本社：東京都港区、代表取締役社長：黒岩克巳）が運営する発掘型ドキュメンタリー番組。WARP-Syndicateのプロジェクトである。
幾つかのチームに分け、ダンス、ラップ、ボーカルなどシーズン毎の様々なテーマをもとに戦い、チームで団結し切磋琢磨しながら優勝を目指す。時に技術だけでなく人間力や精神性を高めるための仕掛けも用意し、ゲストジャッジには豪華審査員票やオーディエンス票も影響する。
2022年4月25日に始動した本番組は、365日後（1年後）に最高のチームがデビューすることを目標としている。
誕生したグループはoneoreight。

## WARP-syndicate とは
WARP-Syndicateとは、Wind Assemble Radical People-Syndicate（革新的な風を創造できる集団）のことである。
固定のグループだけではなく様々なプロジェクトを分野横断で組み合わせることで、既存のカテゴリーや枠組みを超えて、才能が輝く新たな世界や価値観を作り出すことを目的とした集合体。
既にデビューしている、WARPs-UPが所属している。

## 出場メンバー

### season1出場メンバー
| 名前      | かな表記        | 生年月日       | 出身地   | 身長  | 体重 | season1でのチーム               | 備考                                              |
| --------- | --------------- | -------------- | -------- | ----- | ---- | ------------------------------- | ------------------------------------------------- |
| 伊藤 彪流 | いとう たける   | 2004年12月20日 | 埼玉県   | 158cm | 50kg | レッド（リーダー）              | 元三浦大知バックダンサー、 元SHINeeバックダンサー |
| 金井 水輝 | かない みずき   | 1999年8月11日  | 神奈川県 | 171cm | 58kg | レッド                          |                                                   |
| 新田 颯真 | にった そうま   | 2003年8月13日  | 京都府   | 179cm | 60kg | レッド                          | season2は辞退                                     |
| 今田 雅也 | いまだ まさや   | 2003年12月26日 | 大阪府   | 175cm | 56kg | ブルー（リーダー）              |                                                   |
| 大宮 黎亜 | おおみや れいあ | 2002年1月10日  | 愛知県   | 180cm | 56kg | ブルー → レッド                 | 元HYBE練習生                                      |
| 柴田 長尚 | しばた ながと   | 1996年6月28日  | 北海道   | 185cm | 70kg | ブルー                          |                                                   |
| 黒田 翼   | くろだ つばさ   | 2002年8月14日  | 埼玉県   | 174cm | 58kg | イエロー（リーダー）            |                                                   |
| 佐野 雄河 | さの ゆうが     | 2001年12月6日  | 東京都   | 174cm | 58kg | イエロー                        |                                                   |
| 渋谷 祐我 | しぶたに ゆうが | 2003年4月11日  | 京都府   | 172cm | 63kg | イエロー                        | 渋谷誠也の実の兄                                  |
| 渋谷 誠也 | しぶたに せいや | 2004年10月4日  | 京都府   | 170cm | 58kg | グリーン（リーダー） → イエロー | 渋谷祐我の実の弟                                  |
| 荒川 海人 | あらかわ かいと | 1998年6月2日   | 愛知県   | 178cm | 60kg | グリーン                        | ミスター愛知大                                    |
| 若岡 怜   | わかおか れい   | 2001年10月29日 | 石川県   | 169cm | 55kg | グリーン                        | 2021年カポエイラ世界チャンピオン                  |

### season2出場メンバー
| 名前      | かな表記           | 生年月日       | 出身地   | 身長  | 体重 | season2でのチーム | 備考                                              |
| --------- | ------------------ | -------------- | -------- | ----- | ---- | ----------------- | ------------------------------------------------- |
| 大宮 黎亜 | おおみや れいあ    | 2002年1月10日  | 愛知県   | 180cm | 56kg | レッド            | 元HYBE練習生                                      |
| 渋谷 祐我 | しぶたに ゆうが    | 2003年4月11日  | 京都府   | 172cm | 63kg | レッド            | 渋谷誠也の実の兄                                  |
| 黒田 翼   | くろだ つばさ      | 2002年8月14日  | 埼玉県   | 174cm | 58kg | レッド            | 元LOUD練習生                                      |
| 飯塚 颯真 | いいづか そうま    |                |          |       |      | ブルー            |                                                   |
| 中里 竜進 | なかざとりゅうしん | 2001年11月27日 | 東京都   | 178cm | 60kg |                   |                                                   |
| 金井 水輝 | かない みずき      | 1999年8月11日  | 神奈川県 | 171cm | 58kg | ブルー            |                                                   |
| 相良 光翼 | さがら こうすけ    |                |          |       |      | ブルー            |                                                   |
| 今井 亮太 | いまい りょうた    |                |          |       |      | グリーン          |                                                   |
| 荒川 海人 | あらかわ かいと    | 1998年6月2日   | 愛知県   | 178cm | 60kg | グリーン          | ミスター愛知大                                    |
| 今田 雅也 | いまだ まさや      | 2003年12月26日 | 大阪府   | 175cm | 56kg | グリーン          |                                                   |
| 伊藤 彪流 | いとう たける      | 2004年12月20日 | 埼玉県   | 158cm | 50kg | イエロー          | 元三浦大知バックダンサー、 元SHINeeバックダンサー |
| 柴田 長尚 | しばた ながと      | 1996年6月28日  | 北海道   | 185cm | 70kg | イエロー          |                                                   |
| 西山 智樹 | にしやま ともき    | 2000年2月23日  | 東京都   |       |      | イエロー          | 元101練習生                                       |

## 審査の流れ

### season1
トップダウンの決められた筋書きでオーディションをするのではなく、参加者自らが仲間を選び、審査も行う。
season1は、チーム戦で、ダンスの技術を問う審査が行われた。

#### 1st stage
WARPs DIG season1をともに戦うメンバーを決める。
まず初めに、個人で4拍×8回（約20秒）の持ち時間で自由にダンスを踊るサイファーを行う。サイファーの後、良かったと思うメンバー2人に12名全員がお互いに投票。
投票の結果、上位4名が各チームのリーダーとなった（RED、BLUE、YELLOW、GREEN）。リーダーが上位のチームから順に、仲間にしたいメンバーを2名ずつ選び、3人1チームを構成した。

#### 2nd stage
8拍×8回の3ターン1本勝負。1ターン目と2ターン目はソロ＆フリースタイル。ラストタ―ンは、3人でのユニゾンダンスが必須項目となる。今回のチームバトルは、バトルに参加していないメンバー6名が1人1票を投票して勝敗を決める。

##### TEAM RED vs. TEAM BLUE
TEAM RED：伊藤 彪流・金井 水輝・新田 颯真
TEAM BLUE：今田 雅也・大宮 黎亜・柴田 長尚
TEAM REDが勝利。

##### TEAM YELLOW vs. TEAM GREEN
TEAM YELLOW：黒田 翼・佐野 雄河・渋谷 祐我
TEAM GREEN：渋谷 誠也・荒川 海人・若岡 怜
TEAM YELLOWが勝利。

決勝戦に進む前に、勝利したメンバーは敗者の中から1名を指名し、決勝戦では4人1チームで戦った。
指名したメンバーは、TEAM RED：大宮 黎亜、TEAM YELLOW：渋谷 誠也。

#### Final stage
8拍×8回の3ターン1本勝負。1ターン目と2ターン目はソロ＆フリースタイル。ラストタ―ンは、3人でのユニゾンダンスが必須項目となる。今回のチームバトルは、バトルに参加していないメンバー4名が1人1票を投票して勝敗を決めた。
TEAM REDの勝利でseason1の幕が閉じた。

### SNSリンク
- WARPs DIG―YouTube
- WARPs ROOTS―Twitter
- WARPs ROOTSーTikTok
- WARPs ROOTS―Instagram
- WARPs ROOTS―facebook
- WARPs ROOTS―weibo